# تاریخ گیلان در اوایل دوره اسلامی
این مقاله به تاریخ گیلان در اوایل دوره اسلامی می‌پردازد.
پیروز فرزند نرسی در گیلان با دختر یکی از شاهزادگان گیلانی ازدواج کرد. در نتیجه این پیوند فرزندی به نام گیلانشاه متولد شد که خود فرزندی به نام گیل گیلانشاه داشت. او به نوشته ابن اسفندیار شاه بزرگی شد و بیشتر گیل و دیلم از سال ۶۴۲ میلادی خراجگزار او بودند. طالع بینان پدربزرگ گیل گیلانشاه به او گفته بودند که روزی پادشاهی طبرستان از آن او خواهد شد. او نایب السلطنه‌ای در گیلان بر جای خود منصوب کرد و با دو گاو گیلی رهسپار شرق شد. بنا بر ابن اسفندیار مردم گیلان به دلیل شجاعتی که در آرام کردن طبرستان آشفته از خود نشان داده بود به او کنیه «گاوباره» یا فدایی گاو را دادند. او در مسیرش با چهره‌ای به نام آذر ولاش مواجه شد. این شخص به احتمال زیاد از دودمان اسپهبد دازمهر پارتی، از آل قارن بوده‌است. یزدگرد سوم که زمانی او را به ریاست طبرستان منصوب کرده بود، بعدها به همین دلیل دعوت او را برای پناه به طبرستان نپذیرفت. وقتی گیل گیلانشاه تهدید به حمله به طبرستان کرد، آذر ولاش به یزدگرد نامه نوشت و تقاضای کمک کرد. موبدان یزدگرد از این که این چهره جدید از نوادگان جاماسپ است او را آگاه کردند. نتیجتاً یزدگرد به آذرولاش دستور داد سلطه گیل گیلانشاه بر او و منطقه اش را بپذیرد. گیل گیلانشاه در آغاز فتوحات عرب، در سال ۶۵۲ میلادی منطقه را تسخیر کرد و عنوان جدید گیل گیلانشاه فرشواذگر شاه را اختیار کرد. او بنا بر ابن اسفندیار از گیلان تا گرگان دست به سازندگی زد ولی پایتخت اش را در گیلان نگه داشت، زمانی که بقیه ایران درگیر صدمات ناشی از حمله عرب بود. گیل گیلانشاه با اعراب پیمان صلح بست و اعراب متعهد شدند در صورتی که مرزها را پاس دارد، حق اشغال مناطق حکومت او را نداشته باشند و بی اجازه حتی به آن‌ها نزدیک هم نشوند.
بعد از او فرزند ارشدش، دابویه جانشین پدرش که پانزده سال حکومت کرده بود، شد و فرزند کهتر به‌نام پادوسبان بر رویان حکومت یافت. فرزندان دابویه پادشاهان سلسلهٔ دابویگان یا (گاوبارگان) هستند. دابویه پایتختش را در گیلان نگه داشت. به نظر نمی‌رسد حکومت او فراتر از ان بوده باشد. اولین تلاشهای ایرانی یا عربی برای شکستن پیمان صلح احتمالاً در این زمان با حمله مصقله بن هبیره شیبانی در ۶۷۴ میلادی انجام شد. در این زمان فرزند دابویه به نام فرخان بزرگ (اسپهبد بزرگ به گفته ابن اسفندیار) که اعراب به او لقب ذوالمناقب داده‌اند، که پادشاه شده بود به تازگی پس از جنگ داخلی آل قارن و اسپهبدان طبرستان را تسخیر کرده بود. مصقله به همراه ۴۰۰۰ مرد جنگی به مدت دو سال با فرخان جنگید ولی نهایتاً لشکر عرب قتل‌عام و مصقله کشته شد. این شکست چنان فجیع و تخریب آن چنان تمام عیار بود که عبارت تا مصقله از طبرستان برگردد برای اشاره به ناممکن بودن یک کار سال‌ها توسط مردم استفاده می‌شد. بنا به ابن اسفندیار مقبره مصقله در جاده کجو به کندوسان وجود داشته و عوام الناس به تقلید و جهل به زیارت آن می‌رفتند و فکر می‌کردند از صحابه پیغمبر است! تا پایان قرن هفتم، آل جاماسپ بر بیشتر طبرستان مسلط شدند و اتحادیه پارسی-پارتی به نحوی دوباره در گیلان و طبرستان تشکیل شد و تا خلافت عباسی باقی‌ماند. بنا به گفته ابن اسفندیار دیگر مواجهه مهم فرخان «به هنگام پناه گرفتن قطری بن فجاه و دیگر رهبران خوارج در دوره حجاج بن یوسف بود. در طول زمستان فرخان به آنها هدایا و تحف داد ولی آنها وقتی اسبهایشان فربه شدند و خود تن آبادان شدند به اسپهبد نامه نوشتند که یا به دین ما درآ یا ما ولایت را در دست گرفته به تو اعلام جنگ می‌کنیم. حجاج، سفیان بن ابرص را در پی او به طبرستان گسیل داشت. فراخان در نامه‌ای به سفیان پیشنهاد همکاری داد بشرطی که اراضی خود مصون بماند. سفیان پذیرفت و فرخان در جنگی در سمنان خوارج را شکست داد و رهبرانشان را کشت. او به ضعفا و اسرا پناه داد و در آمل اسکانشان داد. در نزاع قتیبة بن مسلم و یزید بن مهلب، اسپهبد به اردوگاه قتیبه پیوست. در پی خلافت سلیمان بن عبدالملک و قتل قتیبه، او به یزید دستور داد به طبرستان حمله کند. یزید تا ساری، پایتخت او که خودش ساخته بود، رسید و اسپهبد با قوایش به کوه‌ها پناه برد. در این هنگام قدرت دیگر به پسر فرخان، داذمهر با لقب اسپهبد رسیده بود. او به دیلم پناه نبرد ولی به توصیه پدر اش از آنان کمک خواست و آنان هم به کمک او آمدند و ارتش عرب را شکست داده، ۱۵۰۰۰ نفر از آنان را قتل‌عام کردند. از سوی شرق نیز چول، پادشاه ترکان به کمک اسپهبد آمد و همه جمعیت عرب گرگان را از جمله خانواده مهلب قتل‌عام کرد. در پایان این دوره یزید به هم قبیله‌ای اش حیان النبطی شکایت کرد که «دو سال گذشت تا بدین غزو و جهاد مشغولیم یک بدست زمین ما را مسلم نمی‌شود، و مردم ما ستوه آمده‌اند، کسی مسلمانی قبول نمی‌کند. طریقی اندیش و چاره‌ای ساز که به سلامت ازین ولایت بیرون شویم و مکافات اهل گرگان بدیشان رسانیم و به نوبت دگر تدارک این کار خود فرماییم» نتیجتاً گرچه سهمی می‌گوید که او در گرگان پایگاهی داشت ابن اسفندیار نوشته که تا پایان این دوره در نتیجه تلاش اسپهبد و متحدین اش هیچ سکونتگاهی از آنان در منطقه نمانده بود.
اسپهبد داذمهر فرزند و جانشین فرخان بزرگ است که از سال ۷۲۸ تا ۷۴۰ میلادی بر طبرستان فرمانروا بوده‌است. پس از درگذشت اسپهبد داذمهر نوبت به فرمانروایی فرزندش خورشید شاه رسید اما چون خورشید بیش از شش سال نداشت، برادر دازمهر، به نام فرخان کوچک نیابت فرمانروایی را برعهده گرفت و تا ۷۴۸ میلادی به مدت هشت سال در این مقام باقی بود و به نام اسپهبد حکومت می‌کرد. اسپهبد خورشید از ۷۴۸ تا ۷۶۱ میلادی پادشاهی کرد و لقب فرشواذ مرزبان داشت و در سن چهارده سالگی، فرمانروایی یافت. آغاز این دوره با اقتدار تمام گذشت اما در پایان آن که همزمان با حکومت منصور عباسی بود، با نیرنگ مهدی فرزند منصور و والی ری سپاهیان عباسی به قلمرو خورشید راه یافتند. خورشید متواری شد و به گیلان رفت، ساز لشکر کرد و پس از دو سال به قصد بازستانیدن طبرستان بدانجا روی نهاد. در همین زمان خبر یافت که فرزندان و زنان خاندان او اسیر و راهی بغداد شده‌اند. این خبر را تحمل نکرد و با زهر به زندگی خویش پایان داد و داستان تیرهٔ اول گاوبارگان به انجام رسید و این واقعه مصادف با سال ۷۶۱ میلادی برابر با ۱۴۴ هجری خورشیدی و ۱۳۰ سال یزدگردی و ۲۷۳ طبرستانی بود.
در اوایل دوره اسلامی مناطق گیلها به شرق سفیدرود (بیه پیش) در سرزمینهای کم ارتفاع ساحل خزر تا کوشم (هوسم؛ رودسر امروزی) کشیده شد. در غرب رود (بیه پس) آن‌ها مناطق کم ارتفاع شمال طارم را اشغال کردند و از غرب و شمال غرب با طالش هم‌مرز بودند. گیلان توسط اعراب اشغال نشد. هر چند که منابع خلفای عباسی خبر از پرداختن مالیات از سوی گیلانی‌ها می‌دهد به نظر می‌رسد که ایشان مردمان باختر سفید رود بوده‌اند شرق گیلان به‌طور مؤثری توسط دیلمیان که کوه‌ها را اشغال کرده بودند از رسوخ مسلمانان محافظت می‌شد. گیلها به ندرت و اغلب در ارتباط با دیلمیان در منابع اولیه اسلامی ذکر شده‌اند. شجره نامه افسانه‌ای نسب نیای آنان را به گیل برادر دیلم نیای دیلمیان می‌رساند. همانند دیلمیان، آن‌ها به یک گویش زبان شمال غربی ایرانی که برای فارسی زبانان نامفهوم بود تکلم می‌کردند.
دیلمیان مقاومت شدیدی در برابر اشغالگران عرب نشان دادند. بنا بر نظر چندین مورخ ایران، این مقاومت نشان دهنده بخشی از یک حماسه ملی بود: «مسلمانان فرانسه را اشغال کرده بودند، تا رود لوار رسیده بودند، و این چند مرد همچنان مقاومت می‌کردند!»
تغییر دین به اسلام پس از ۳۰۰ تا ۴۰۰ سال از ورود آن به ایران آغاز شد. در غرب گیلان، ابوجعفر قاسم بن محمد تومی تمیمی عالم حنبلی از آمل، اسلام سنی را ترویج کرد. او در رشت به خاک سپرده شد. بعداً به او ابوجعفر گفته و مقبره اش مورد احترام قرار گرفت. پس از گرویدن گیلان به شیعه اثنی عشری، او سید دانسته شد. در شرق گیلان، حسن بن علی اطروش ناصرالحق علوی که در هوسم موعظه می‌کرد مردم را به شیعه زیدی فراخواند. مقبره او در آمل توسط زوار گیل شرقی زیارت می‌شد. تفرقه بین غرب حنبلی گیلان و شرق زیدی ناصری گیلان قرنها ادامه یافت و همچون شکافی سیاسی و فرهنگی عمل کرد. از قرن یازدهم میلادی علمای سنی و حنبلی زیادی از غرب گیلان با نسب گیلانی برخاستند. گیلهای شرقی به دیلمیان زیدی مرتبط شدند و در بسط دیلمی قرن دهم (به بیان مینورسکی) مشارکت کردند.
گیلها همچون دیلمیان یک سلسله شاهی در نظر می‌گرفتند که معمولاً متعلق به خاندان سلطنتی به نام شاهانشاهاوند بود و ساکن منطقه داخل در شمال غرب لاهیجان بود. از جمله شاهانشان لیلی بن شاهدوست بود که در یک نبرد برای فتح توس کشته شد. خاندان سلطنتی دیگر گیلی زیاریان بودند که از ۹۳۲ تا ربع آخر قرن یازدهم بر گرگان و طبرستان حکومت می‌کردند.
همچنین دودمان بوییان در سده چهارم از لاهیجان برخاستند که نواحی مرکزی و غربی ایران و فارس را از تصرف خلفا آزاد کردند. سلسله دیلمیان در دوران فرمانروایی خود به بغداد لشکر کشیدند و خلیفه عباسی را شکست دادند.
گیلان و دیلیمان حتی پس از آوردن اسلام و بسط دیلمی، از نظر سیاسی شبه مستقل و جدا ماندند. زیاریان، بوئیان و بعدها سلجوقیان تلاش کردند از خارج تأثیرگذار باشند و در پاره‌ای از زمانها می‌توانستند خراج مطالبه کنند، ولی نتوانستند حکمرانی یا مالیات منظم تحمیل کنند. و گیلان به‌طور اسمی زیر فرمان آنان بود. نتیجتاً گیلان، حداقل در زمانهایی خراج پرداخت می‌کرد. در پیوند با این تحول اسلام سنی مطلوبیت یافت و گاهی خاندانهایی که در این سرزمین تا آخر قرن شانزدهم شریک بودند بدان کمک کردند. زرتشتی گری و مسیحیت ناپدید شدند. زیدیان شرق گیلان از حکمرانان علوی مستقر در هوسم در قرون دهم و یازدهم میلادی هواداری می‌کردند. به هر حال، بیشتر کشور همچنان در کنترل سران محلی خانوادگی بود. در قرن دوازدهم لاهیجان جای هوسم را به عنوان مرکز فرمانروایان زیدی علوی گرفت. لاهیجان، که خاندان دیلمی آل بویه که نواحی مرکزی و غربی ایران و فارس را از تصرف خلفا آزاد کردند، از آن نشات می‌گیرد، در قرن دهم همچنان دیلمی پنداشته می‌شد. هم‌اکنون این شهر اصلی شرق گیلان است.
در آن دوره دیلمان محل نبرد قدرت‌های بومی و خارجی بود که هر یک سعی داشتند بر آن چیره شوند. پس از سقوط دولت زیدی در طبرستان، علویان زیدی گوناگونی موفق شدند در شهرهای منطقه ساحلی دریای خزر در دیلمان و شرق گیلان حوزه‌های نفوذ خردی تأسیس کنند. مهمتر از همه هوسم در گیلان در مرز با دیلمان بود که ناصر للحق در آن فعالیت کرده بود و مرکز دانشوری ناصریه در آن قرار داشت. در ارتفاعات جستانیان و مسافریان برای سیطره یافتن رقابت می‌کردند. جستانیان به حمایت از زیدی‌ها گرایش داشتند و گاهی مدعیان علوی را به امامت تشویق می‌کردند. مسافریان تحت نفوذ اسماعیلی قرار گرفتند. زیاریان و بوئیان هر دو سعی داشتند با حمایت یا مخالفت با مدعیان علوی زیدی در موطن سابقشان اعمال نفوذ کنند.

## حمله مغول
هلاکو بر الموت در کنار گیلان دست یافت اما به گیلان نتاخت. مغولان در زمان اولجایتوی ایلخان در ۷۰۶ هجری/۱۳۰۷ میلادی موفق شدند فقط برای مدت کوتاهی این سرزمین را تصرف کنند.
در دوره ایلخانان مغول گیلان نخست مستقل ماند. الجایتو کارزار بزرگی را برای مطیع کردن گیلان انجام داد. مغولها تلفات بسیاری دادند، و الجایتو فقط به به رسمیت شناخته شدن ظاهری سلطه‌اش دست یافت؛ بنابراین گیلان به امپراطوری ایلخانی پیوست ولی همچنان خاندانهای محلی اش بر آن حکم می‌راندند.
گیلان، تنها منطقه‌ای در ایران بود که در دوره حکومت مغول، وقتی همه کشور در اشغال مغولان بود، واقعاً مستقل مانده بود و حتی پس از اشغال پرهزینه آن توسط الجایتو همان‌طور باقی‌ماند. هیچ حاکم مغولی به گیلان فرستاده نشد، در عوض؛ ایلخان به فرمانروای بیه پیش اجازه داد کل منطقه را زیر فرمان خود درآورد و به نشانه حسن نیت یک دختر مغول به او داد.
در آن دوره در غرب گیلان مذاهب حنبلی و به تعداد کمتر شافعی و مذهب طبری مورخ و مفسر قرآن که اکنون منقرض شده فراگیر تر بودند. در شرق مذهب زیدی باقی‌مانده بود.

## ظهور کیاییان
پس از ۱۳۶۷–۶۸ علی کیا بن امیرکیای ملطی، یک رهبر علوی کنترل شرق گیلان را با پشتیبانی سادات مرعشی حاکم در مازندران به دست گرفت. او و جانشینان اش خود را در لاهیجان مستقر ساختند و بر همه شرق گیلان تا اوایل عصر صفوی حکم راندند. آل کیا در بین حکومتهای محلی گیلان پس از ورود اسلام طولانی‌ترین حکومت را دارد. ستیزه‌ای خونین و پنهان که در دهه‌هایی پیش تر میان طبقات نابرابر پاره خاوری گیلان آغازیده و زمینه رشد تشیع وفروافتادن توان سنیان را فراهم آورده بود، با چیرگی سیدعلی کیا برلاهیجان چندی آرام گرفت و باشندگان پاره خاوری گیلان سربه فرمان سیدعلی کیا وباور آئینی او نهادند و آغازگر دوران نوینی از تاریخ لاهیجان و پاره خاوری سپیدرود و همه گیلان شدند، دوره‌ای که شکوهمندترین دوره تاریخس لاهیجان وگیلان به‌شمار می‌رود و با برتخت نشینی سیدی کیایی آغاز و با چیرگی سیدزاده‌ای صفوی و اثنی عشری پایان یافت. در غرب گیلان خاندان سنی شفیعی اسحاقوندی از نیمه قرن سیزدهم به قدرت رسید. این خاندان که مقر اش فومن بود، تدریجاً همهٔ غرب گیلان را تصرف کرد. هر دو خاندان توسط شاه عباس صفوی از بین رفتند و گیلان تحت فرمان حکام منصوب دولت مرکزی درآمد.